# اعمال برادر بزرگترم
اعمال برادر بزرگترم (به انگلیسی: Deeds of my elder brother) و (به بنگالی: Dadar Kirti) فیلمی هندی محصول سال ۱۹۸۰ و به کارگردانی تارون ماجومدار است. در این فیلم بازیگرانی همچون تاپاس پائول، ماهوا روی چودوری، دباشری روی، کالی بانرجی، کاشیک بانرجی، روما گوها تاکورتا، آنوپ کومار و هارادان باندوپادیای ایفای نقش کرده‌اند.